# Samsung Galaxy M14
El Samsung Galaxy M14 (o Samsung Galaxy M14 5G) es un teléfono inteligente fabricado por Samsung, parte de la serie Samsung Galaxy M. Fue anunciado el 8 de marzo de 2023.

## Características

### Hardware
El Galaxy M14 es un smartphone con factor de forma de tipo slate, cuyas dimensiones son 166,8 × 77,2 × 9,4 mm, pesando 206 gramos.
El dispositivo posee conectividad GSM, HSPA, LTE, 5G, Wi-Fi 802.11 a/b/g/n/ac de doble banda con Wi-Fi Direct y soporte para hotspot, por Bluetooth 5.2 con A2DP y LE, por GPS con A-GPS, BeiDou, GALILEO, GLONASS, NavIC y QZSS, y por NFC. Tiene un puerto USB-C 2.0 y una entrada jack de audio de 3,5 mm.
Cuenta con una pantalla táctil capacitiva tipo PLS LCD Infinity-V de 6,6 pulgadas en diagonal, esquinas redondeadas y resolución FHD+ de 1080×2408 píxeles.
Tiene una batería de polímero de litio de 6000 mAh no extraíble por el usuario. Admite carga rápida adaptativa de 15 W (25 W en India).
El chipset es un Samsung Exynos 1330 (2 Cortex-A78 a 2,4 GHz y 6 Cortex-A55 a 2 GHz). La memoria interna es de 64 o 128 GB, mientras que la RAM es de 4 o 6 GB.
Su cámara trasera tiene un sensor principal de 50 megapíxeles, con apertura f/1.8, un macro de 2 MP y un sensor de profundidad de 2 MP, está equipada con autofoco PDAF, modo HDR y flash LED, capaz de grabar video 1080p a 30 cuadros por segundo, mientras que tiene una única cámara frontal de 13 MP con apertura f/2.0 y grabación de video en 1080p@30 fps.

### Software
El Galaxy M14 tiene Android 13 con One UI Core versión 5.1.